# Barbara Riener

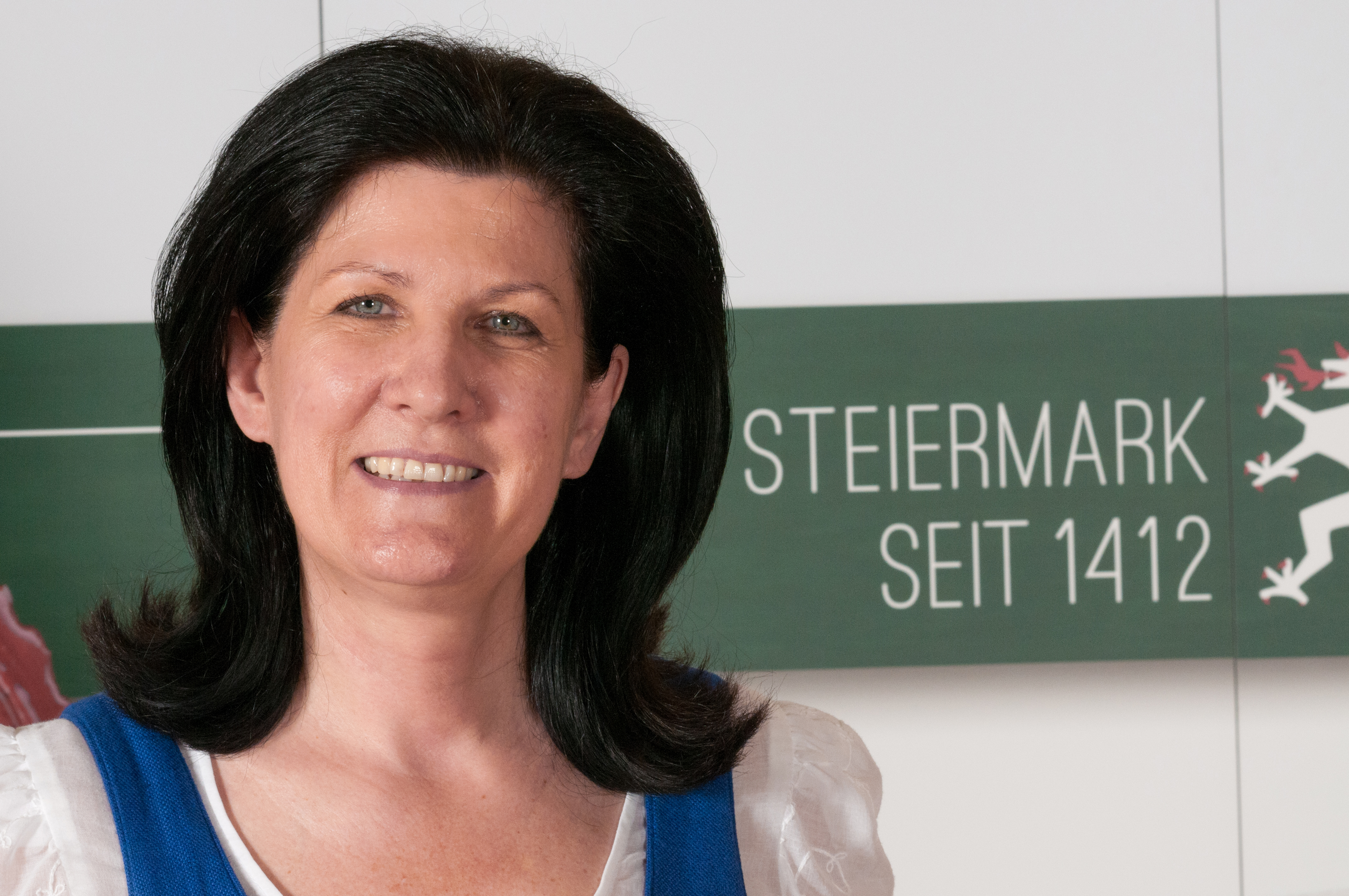
Barbara Riener (2016)

Barbara Riener (* 15. Dezember 1962 in Wien) ist eine österreichische Psychotherapeutin und Politikerin (ÖVP). Riener war von 2002 bis 2009 Abgeordnete zum Österreichischen Nationalrat und von 2009 bis 2024 Abgeordnete zum Landtag Steiermark. Ab Jänner 2019 war sie als Nachfolgerin von Karl Lackner ÖVP-Klubobfrau im Landtag.

## Ausbildung und Beruf
Riener besuchte von 1969 bis 1973 die Volksschule in Deutschfeistritz und absolvierte danach das Bundesrealgymnasium Kepler in Graz, an dem sie 1981 die Matura ablegte, Riener besuchte in der Folge die Akademie für Sozialarbeit in Graz und legte dort die Diplomprüfung ab.
Riener arbeitet seit 1983 als diplomierte Sozialarbeiterin beim Land Steiermark und ist seit 1995 Psychotherapeutin für Systemische Familientherapie. Sie ist seit 1995 zudem in der Landespersonalvertretung beim Land Steiermark beschäftigt und arbeitet dort unter anderem als Mediatorin.

## Politik
Riener ist seit 2000 Landesparteiobmann-Stellvertreterin der ÖVP Steiermark. Sie ist zudem Mitglied des Landesvorstandes des ÖAAB Steiermark, Stadtgruppenobmann-Stellvertreterin des ÖAAB Graz und Mitglied der Landespersonalvertretung der Gewerkschaft öffentlicher Dienst. Seit 2005 ist sie Vorsitzende des SOS-Kinderdorf Zweigvereins Steiermark. Riener vertrat die ÖVP vom 20. Dezember 2002 bis zum 10. März 2009 im Nationalrat. Danach wechselte sie in den Landtag Steiermark, wo sie am 17. März 2009 für die ausgeschiedene Mandatarin Annemarie Wicher angelobt wurde.